# 尼古拉耶夫車站
尼古拉耶夫（羅馬化：Mykolaiv）是烏克蘭南部港口城市尼古拉耶夫的主要鐵路車站，位於尼古拉耶夫市東部，南布格河口左岸。該車站始建於1908年，現今的車站是1987年重建。根據《烏克蘭投資地圖集》，尼古拉耶夫站每年旅客流量為120萬人次。